# Storthyngurella andeepae
Storthyngurella andeepae là một loài chân đều trong họ Munnopsidae. Loài này được Malyutina & Brandt miêu tả khoa học năm 2004.